# مجلس الثورة في محافظة حمص
مجلس الثورة في محافظة حمص كيان ثوري مؤلف من مختلف القوى الثورية والمدنية في محافظة حمص تم إنشائه في نهاية العام الشهر العاشر من العام 2010 من عدد من الكيانات الثورية العاملة في المحافظة، ويعمل المجلس في مختلف المجالات السياسة والإعلام والطب والإغاثة والحقوق والتوثيق وسواها.
يعمل المجلس داخل حمص ويتعاون مع الكيانات داخل وخارج سورية من أجل تحقيق هدف الثوار في إسقاط نظام بشار الأسد بشكل سريع.
حضر النظام مؤتمر أصدقاء سورية في نيويورك ومؤتمرات عدة في تركيا
مؤخراً شكل مجلس الثورة في حمص بالتعاون مع عدد من القوى الثورية والمدينة والعسكرية في حمص مجلس محافظة حمص المحلي الذي يساهم في دعم الائتلاف الوطني لقوى المعارضة والثورة السورية
من الشخصيات المعروفة من مجلس الثورة في حمص:
خالد أبو صلاح
خالد المبارك
وليد فارس